# Villaviciosa (parroquia)
Villaviciosa es una parroquia del concejo homónimo, en Asturias, España. Además es una villa de dicha parroquia.
La villa de Villaviciosa, la capital del concejo, es la única entidad de población perteneciente a la parroquia.

## Población
4.999 personas de las 14.840 que residen en el concejo (SADEI 2010) tienen su residencia oficial en la villa, lo que convierte a la parroquia en la más poblada del concejo y a la villa en una de las localidades más pobladas del Principado.

## Urbanismo
Las calles del casco antiguo de la puebla, capital del concejo, han mantenido su entramado circular, con apenas vías rectas o longitudinales de morfología más moderna, que dificultan el tráfico motorizado. Esto ha ocasionado que el centro de la villa se localice en torno al edificio de los bomberos y el cuartel de la Guardia Civil, como resultado del trazado lineal de las nuevas calles y el aprovechamiento de áreas antes poco pobladas, como la de El Salín.

## Edificios de interés
En el núcleo urbano se localizan los siguientes edificios de interés ciudadano o artístico:
- Edificios Públicos y monumentos 
  - El Ateneo Obrero, haciendo esquina con la calle Magdalena y la calle Marqués de Villaviciosa
  - El Teatro Riera (con la oficina de turismo), en la calle García Caveda
  - Escuelas Gradudas de La Oliva, Anitguas Escuelas Graduadas (1927) con enseñanza infantil pública, en la misma calle que el teatro Riera
  - Colegio Público Comarcal Maliayo, con enseñanza pública en primaria, dirección a la parroquia de Amandi (AS-255) en la calle Máximino Miyar.
  - IES Villaviciosa, con enseñanza pública secundaria y bachiller, a escasos 100 metros del anterior
  - Murallas de Villaviciosa, que sostenían la Puerta del Cañu, una de las dos entradas a la puebla, en la calle Caveda y Nava con las calles del Sol y del Carmen.
- Edificios Públicos con Instituciones en su interior
  - El ayuntamiento de Villaviciosa (1906) (con la Policía Local, Juzgado de Paz y Guardia, Registro Civil...), localizado en la Plaza del Ayuntamiento
  - Centro de Salud, en la calle Manuel Álvarez Miranda, justo detrás del Parque Infantil
  - Parque de Bomberos, en El Salín
  - Cuartel de la Guardia Civil, frente al anterior.
- Edificios Privados
  - Colegio de Las Vedrunas, con enseñanza concertada en infantil, primaria y secundaria, en la Avenida de Nicolás Rivero
  - Iglesia de Santa María de la Anunciación, La Oliva, en calle Cabanilles, construida en 1270.
  - Iglesia de Santa María de Villaviciosa
  - Convento de las Clarisas, en la calle Santa Clara
  - Conjunto histórico de Palacios (siglo XVII-XVIII)

## Comunicación
De las parroquias vecinas a la capital del concejo salen dos carreteras en dirección a la Autovía del Cantábrico A-8, la N-632 con destino Gijón, a través de la calle Eloisa Fernández y otra en sentido opuesto destino Ribadesella, Llanes o Santander, a través de la calle Cervantes en su continuación con Carlos Ciaño Cantó.
A Oviedo y León puede accederse bien desde la carretera AS-267, desde la calle Pedro Pidal Arroyo, o bien a través de la A-8 en su salida por las calles Eloísa Fernández y Cervantes (siendo esta última un rodeo)